# Axiomas de separación

Uno de los grados posibles de separación es el de los espacios T_{2} o Hausdorff, en que puntos diferentes siempre están separados por abiertos disjuntos.

En topología los axiomas de separación son propiedades que puede satisfacer un espacio topológico en función del grado en que distintos puntos o conjuntos cerrados pueden ser separados por medio de los abiertos de la topología.
Existen varios niveles crecientes de separación que se pueden pedir a un espacio topológico. Suelen denominarse con la letra T (de Trennung, separación en alemán) y un subíndice conveniente. Así aparece una jerarquía de espacios, entre los que cabe destacar a los espacios T2 o espacios de Hausdorff, los T3 o espacios regulares y los T4 o espacios normales. 
Salvo para T0, T1 y T2, los nombres de los axiomas de separación no están completamente estandarizados.

## Introducción
La definición de topología, en su generalidad, admite estructuras topológicas poco útiles: pensemos en un conjunto X con más de un elemento, dotado con la topología trivial (i.e. sus únicos abiertos son Ø y todo X). Esta topología no contiene abiertos que nos permitan distinguir topológicamente dos puntos diferentes: ambos puntos comparten el único entorno posible. Mirando los entornos abiertos de cada punto nos resulta imposible distinguirlos. Decimos que, a efectos topológicos, X no es diferente de un conjunto de un solo punto dotado de la topología trivial.
Los axiomas de separación son requisitos sobre la topología de un espacio que garantizan la existencia de un número suficiente de conjuntos abiertos como para distinguir topológicamente puntos distintos. Los diferentes grados en que se concreta esta exigencia se plasma en los diferentes axiomas de separación.

## Algunos axiomas de separación

### Espacios T0o de Kolmogórov
Un espacio topológico {\displaystyle X} se llama {\displaystyle T_{0}} si y solo si para cualquier par de puntos distintos {\displaystyle x,y\in X} existe un abierto que contiene uno de los puntos y no contiene el otro punto. 
Una equivalencia a esta propiedad es la siguiente: si {\displaystyle x,y} son elementos del espacio {\displaystyle X} tales que la clausura de {\displaystyle \{x\}} y la clausura de {\displaystyle \{y\}} sean iguales entonces {\displaystyle x=y}

### EspaciosT1{\displaystyle T_{1}}o Fréchet
Un espacio topológico {\displaystyle X} se dice {\displaystyle T_{1}} si y solo si para cualquier par de puntos {\displaystyle x,y} de {\displaystyle X} hay un par de conjuntos abiertos {\displaystyle A_{1}}, {\displaystyle A_{2}},  tal que {\displaystyle x} esté en {\displaystyle A_{1}}, pero no en {\displaystyle A_{2}}, y además {\displaystyle y} esté en {\displaystyle A_{2}}, pero no en {\displaystyle A_{1}}.
Una equivalencia importante es que {\displaystyle X} es {\displaystyle T_{1}} si y solo si los subconjuntos de {\displaystyle X} formados por un único punto son cerrados.

### EspaciosT2{\displaystyle T_{2}}o de Hausdorff
Un espacio topológico X es de Hausdorff o {\displaystyle T_{2}} si y solo si para cualquier par de puntos distintos {\displaystyle x,y} en {\displaystyle X} existe un par de abiertos disjuntos que contiene uno a {\displaystyle x} y otro a {\displaystyle y}.
Estos espacios son especialmente importantes pues además de suponer una gran cantidad de ejemplos (todos los espacios métricos son {\displaystyle T_{2}}), tienen propiedades fuertes como el que la convergencia de una sucesión o de un filtro, en caso de existir, sea única.

### EspaciosT3{\displaystyle T_{3}}o regulares
Un espacio topológico X es regular si es {\displaystyle T_{1}} y para cada punto {\displaystyle x\in X} y cualquier cerrado {\displaystyle F\subset X} tal que x no pertenece a F. Entonces existes entornos  {\displaystyle U_{x}} y {\displaystyle U_{F}} tales que su intersección es vacía. Es decir, podemos separar puntos de cerrados.

### Espacios completamente regulares y espaciosT312{\displaystyle T_{3{\frac {1}{2}}}}o Tychonoff
Un espacio topológico X es completamente regular si para cada punto {\displaystyle x\in X} y cualquier cerrado {\displaystyle F\subset X} tal que x no pertenece a F existe una función continua {\displaystyle f:X\rightarrow [0,1]} tal que {\displaystyle f(x)=0} y {\displaystyle f(F)=1}.
Un espacio topológico X es de Tychonoff si es {\displaystyle T_{1}} y completamente regular. También puede designarse como espacio de Hausdorff completamente regular.

### EspaciosT4{\displaystyle T_{4}}o normales
Un espacio topológico X es normal si es {\displaystyle T_{1}} y para cada par de cerrados {\displaystyle F_{1},F_{2}\subset X} con intersección vacía existen unos entornos que los contengan {\displaystyle U_{F_{1}}} y {\displaystyle U_{F_{2}}} tal que su intersección sea vacía. Es decir, podemos separar todos los cerrados del espacio. En particular los espacios métricos son normales.

## Separación en espacios métricos
Es fácil verificar que {\displaystyle T_{3{\frac {1}{2}}}\Rightarrow T_{3}\Rightarrow T_{2}\Rightarrow T_{1}\Rightarrow T_{0}}. Es cierto que {\displaystyle T_{4}\Rightarrow T_{3{\frac {1}{2}}}}, aunque esto no es tan evidente, es una consecuencia del Lema de Urysohn. Un espacio métrico {\displaystyle (X,d)} con su distancia asociada es normal, Tychonoff, regular, Hausdorff, Fréchet y finalmente Kolgomorov. Es importante destacar, para evitar errores, que el recíproco no es cierto.
Veamos que es cierto que todo espacio métrico es normal o {\displaystyle T_{4}} y por consiguiente es Tychonoff, regular, Hausdorff, Fréchet y Kolgomorov.
Todo espacio métrico, con su distancia {\displaystyle (X,d)} es normal.
Demostración: 
Sean {\displaystyle F_{1}} y {\displaystyle F_{2}} dos cerrados de un espacio métrico {\displaystyle X}. Para cada {\displaystyle x\in F_{1}} sea {\displaystyle r_{x}=d(x,F_{2})}. Análogamente, para cada {\displaystyle y\in F_{2}} sea {\displaystyle s_{y}=d(y,F_{1})}. Sea {\displaystyle U=\bigcup _{x\in F_{1}}B_{\frac {r_{x}}{2}}(x)}, y sea {\displaystyle V=\bigcup _{y\in F_{2}}B_{\frac {s_{y}}{2}}(y)}. Es claro que tanto U, como V son abiertos, y que {\displaystyle F_{1}\subset U} y {\displaystyle F_{2}\subset V}. Se afirma que {\displaystyle U\bigcap V=\emptyset }.
Supongamos que es falso, entonces sea {\displaystyle z\in U\bigcap V}. Quiere decir que existen x, y tal que {\displaystyle z\in B_{\frac {r_{x}}{2}}(x)} y {\displaystyle z\in B_{\frac {s_{y}}{2}}(y)}. Pero eso implica que:
{\displaystyle d(x,y)\leq d(x,z)+d(z,y)<{\frac {r_{x}}{2}}+{\frac {s_{y}}{2}}\leq \max(d(x,F_{2}),d(y,F_{1}))\leq d(x,y)}
Lo cual es una contradicción: {\displaystyle \Box }  (i.e. QED).
Por tanto todos los espacios métricos son normales, y por tanto Tychonoff, regulares, Hausdorff, Fréchet y Kolgomorov.